# Tarzan (film)
A Tarzan 1999-ben bemutatott amerikai 2D-s számítógépes animációs film, amely a Walt Disney 37. Disney-filmje. A rajzfilm alapművét Edgar Rice Burroughs Tarzan, a majomember című kötete adta. Az animációs játékfilm rendezői Chris Buck és Kevin Lima, producere Chris Buck. A forgatókönyvet Tab Murphy, Bob Tzudiker és Noni White írta, a zenéjét Phil Collins szerezte. A mozifilm a Walt Disney Pictures és a Walt Disney Feature Animation gyártásában készült, a Buena Vista Pictures forgalmazásában jelent meg. Műfaja kalandfilm. Noha a film 1999 júniusában jelent meg, még 2000-ben is javában vetítették a világ több mozijában; a vetítések során több bevételt hozott, mint a Disney előző két produkciója, a Mulan és a Herkules. A film költségvetése összesen 150 000 000 amerikai dollár, ami meghaladja a korábbi listavezetőt, a Pocahontast. A Tarzan volt az utolsó film, amely az úgynevezett Disney-reneszánszhoz tartozott, így a film bizonyos értelemben egy korszak végét jelentette.
Amerikában 1999. június 18-án, Magyarországon november 25-én mutatták be a mozikban.

## Cselekmény
Az 1880-as évek közepén valahol Afrika elhagyatott vizein egy hajó kigyullad. Az utolsó pillanatban megmenekül egy férfi, egy nő és a gyermekük. Egy csónaknak nevezett lélekvesztő segítségével partot érnek. Egy hatalmas, sziklán magasodó és a tenger fölé nyúló fára építenek egy faházat. Azonban a dzsungel veszélyes, és ez hamar meg is mutatja magát: a rettegett leopárd, Sabor, egy viharos délután betör a fakuckóba, és megöli a szülőket. A kisgyermek magára maradt egy kiságyban; őt a leopárd nem bántotta. A közelben tanyázik egy gorillacsapat. A leopárd már itt is megmutatta erejét: a vezér hím fiát elragadta játék közben; nem lehetett megmenteni. Ezt követően a csapat odébbáll. A vonulás közben a vezérhím (Kerchak) párja (Kala) egy sírást vél hallani. Gyorsan elkezdi követni a hangot, majd megtalálja a faházat és benne a kisbabát. Amikor kiveszi a kiságyból, megjelenik Sabor, és támadásra készül. Kala megragadja a gyermeket, és gyorsan eliszkol onnan; a leopárd üldözőbe veszi őket, ám belegabalyodik egy tartókötélbe, így nem jut messzire. Kala visszatér a csapatba az új "szerzeménnyel". Párja Kerchak tiltakozása és vívódása ellenére elhatározza, hogy sajátjaként neveli fel, és a Tarzan nevet adja neki.
Pár év múlva Kerchak még mindig nem hajlandó befogadni a kis jövevényt; ennek ellenére Tarzan hamar összebarátkozik Terkkel, a gorillával és Tantorral, a kissé félős elefánttal, akik aztán gyerekkori barátai lesznek. Különböző zűrös kalandokba keverednek együtt, és végül Tarzanból felnőtt lesz. Sabor egyszer csak rálel a gorillákra; Tarzan szembeszáll vele és győz. A nagy leopárd immáron halott. Ezt követően nem sokkal kutatók egy csoportja száll partra mindenféle vizsgálatokat végezve. A csapat tagja Jane is: egy fiatal lány, aki azonnal belelopja magát Tarzan szívébe. Egyszer Jane sétálni indul az erdőbe, majd letelepszik, és elkezd rajzolni egy kis páviánt. A majom a rajzot ellopja, de a lány utána ered, amíg szembe nem kerül a pávián falkával; menekülőre fogja, de főhősünk megmenti. Mivel Tarzan nem igen találkozott emberrel, ezért a saját módján megpróbál ismerkedni a lánnyal, s lenyűgözi, hogy egy hozzá hasonló lényre talált; egész jól eltöltik az időt egymással, majd Tarzan visszaviszi Jane-t a táborba.
Később Jane bemutatja újdonsült barátját a táborban: a tábor vezetőének (Jane apjának) nagyon tetszik, azonban a fővadásznak (Claytonnak) egy cseppet sem. Itt Tarzan megismerkedik az emberi világgal: az olvasással, a két lábon járással, az írással és még számos dologgal. Jane-nek és apjának azonban rövidesen vissza kell térnie Angliába, így Tarzan, hogy a lányt maradásra bírja, megmutatja nekik a gorillákat, melyeknek tanulmányozása miatt utazott a csoport eredetileg Afrikába. Ám Kerchak el akarja kergetni az embereket a körükből, így Tarzan, hogy megvédje Janet, rátámad a vezér hímre, amiért ő családja elárulásával vádolja. Ezt követően Kala elviszi Tarzant arra a helyre, ahol egykor megtalálta őt, és elárulja, hogy fogadott gyerek. Így Tarzan, magára öltve apja régi ruháját, a távozás mellett dönt, Jane-nel és a többiekkel felszáll az Angliába induló hajóra. Clayton azonban fogságba ejti őket, és barátaival elindul, hogy elkaphassa a gorillákat, amikért Angliában szép pénzt remél. Tarzant barátai, Terk és Tantor kiszabadítja, majd mindannyian elindulnak segíteni a gorillákon. Sikerül kiszabadítaniuk őket, Clayton arra készül, hogy lelője Tarzant, ám Kerchak megvédi őt saját testével, ami az életébe kerül.
Tarzan ez követően szemtől-szembe megverekszik Claytonnal a fákon mászva, ám a vadász beleakad az indákba, amelyek végül megfojtják. A haldokló Kerchak utolsó erejével Tarzant fiának kiáltja ki, és arra kéri, hogy vigyázzon helyette a gorillákra.
A film végén Jane és apja visszaindulnak Angliába, ám Jane nem tud elszakadni a fiútól, így végül mégis Tarzannal marad.

## Eltérések a film és a könyv között
A könyvben Tarzan fő ellensége Kercsak, a vezérmajom. Ki nem állhatja Tarzant, csak Kala védi meg. Tarzan szüleit is ő ölte meg. Szabor a könyvben nem leopárd, hanem oroszlán, és nem lényeges szereplő. Végül Tarzan legyőzi Kercsakot. A könyvben Kala meghal, miután lelövi őt egy vadász. A szülők háza a tengerparton van, akik egy hajólázadás miatt kerültek oda. A fiatal Tarzan gyakran visszajár oda, és magától megtanul olvasni és sok más mindent. Első találkozása a fehér emberrel egy francia hadnagy, aki nagyon jó barátja lesz. Ő jön rá, hogy Tarzan valójában Lord Greystoke örököse. A filmmel ellentétben nem Jane marad Tarzannal, hanem Tarzan tér vissza Jane-nel a civilizációba, de végül mégsem lesznek egymáséi. Clayton, aki a könyvben nem vadász, hanem angol nemes, veszi feleségül Jane-t, így Tarzan ellenségévé válik, de Tarzan végül úgy dönt, nem áll Jane boldogsága útjába, és visszatér a dzsungelbe.

## Szereplők
| Szereplők                       | Eredeti hang    | Magyar hang          | Leírás                                                                           |
| ------------------------------- | --------------- | -------------------- | -------------------------------------------------------------------------------- |
| Tarzan                          | Tony Goldwyn    | Reisenbüchler Sándor | A majomember, aki Afrikában él, a film főhőse.                                   |
| Jane Porter                     | Minnie Driver   | Kiss Eszter          | Az angol hölgy, Porter professzor lánya, akit Tarzan mentette meg a páviánoktól. |
| Clayton                         | Brian Blessed   | Papp János           | A gonosz gorillavadász.                                                          |
| Archimedes Q. Porter professzor | Nigel Hawthorne | Dobránszky Zoltán    | Az angol tudós, Jane Porter apja.                                                |
| Kala                            | Glenn Close     | Menszátor Magdolna   | Gorilla anyuka, aki örökbe fogadta Tarzant.                                      |
| Kerchak                         | Lance Henriksen | Vass Gábor           | A gorillák vezére, Kala férje, aki konok, mert utálja az embereket.              |
| Terk                            | Rosie O’Donnell | Kocsis Mariann       | A gorilla lány, Tarzan barátja.                                                  |
| Terk fiatalon                   | Rosie O’Donnell | Csere Ágnes          | A fiatalkorú kis gorilla lány.                                                   |
| Tantor                          | Wayne Knight    | Kerekes József       | Az elefánt, Tarzan és a gorillák barátja.                                        |
| Tarzan fiatalon                 | Alex D. Linz    | Kováts Dániel        | A fiatalkorú majomember.                                                         |
| Tantor fiatalon                 | Taylor Dempsey  | Baradlay Viktor      | A fiatalkorú kis elefánt.                                                        |
| Sabor                           | Frank Welker    | saját hangján        | A vérszomjas leopárd, a gorillák ellensége.                                      |
| Terk anyja                      | N/A             | Illyés Mari          | Terk anyukája.                                                                   |
| Tantor anyja                    | N/A             | Halász Aranka        | Tantor anyukája.                                                                 |

További magyar hangok: F. Nagy Erika, Fabó Györgyi, Holl János, Markovics Tamás, Minárovits Péter, Némedi Mari, Rékai Nándor, Rudas István, Szokol Péter, Tardy Balázs, Varga Tamás, Vizy György, Zágoni Zsolt

## Betétdalok
| Magyar             | Magyar                  | Angol                 | Angol                        |
| Dal                | Előadó                  | Dal                   | Előadó                       |
| ------------------ | ----------------------- | --------------------- | ---------------------------- |
| Két vágy           | Ákos                    | Two Worlds            | Phil Collins                 |
| Szívem vigyázz rád | Menszátor Magdolna Ákos | You'll Be in My Heart | Glenn Close Phil Collins     |
| Gyermekember       | Ákos                    | Son of Man            | Phil Collins                 |
| Tábori muri        | (eredeti nyelven)       | Trashin' the Camp     | Rosie O’Donnell Phil Collins |
| Idegen érzés       | Ákos                    | Strangers Like Me     | Phil Collins                 |
| Két vágy (Finálé)  | Ákos                    | Two Worlds (Finale)   | Phil Collins                 |

### Zene
A filmnek közel 10 betétdala van, melyek mindegyikét Phil Collins énekelte. Ezek közül 5 olyannyira jól sikerült, hogy az énekes még a mai napig is játssza koncertjein, illetve a rádiókban is hallhatóak. A betétdalok mindegyike 1999-ben jelent meg egy különálló lemezen.
A Tarzan volt az első Disney film, amelyben a dalok, nem egy bizonyos szereplő által hangzanak el, hanem egy külső énekes énekli. Épp ezért Phil Collinsnak nagy kihívást jelentett a dalok megírása, mert azoknak úgy kellett hatniuk, hogy kövessék a film ritmusát, és egy adott szereplő gondolatát is tükrözzék. Collins különböző változatokban énekelte a dalokat, a legtöbbször független énekesként halljuk őt, egy-egy számban azonban ő maga bújik a szereplő bőrébe (ilyen például a Stranfers Like Me, amely Tarzan érzéseit, gondolatait mondja el). A You'll Be in My Heart című számot, Collins elmondása szerint, a kislányának énekelt altatódal ihlette.  A Son of Man című dalt, amely Tarzan felcseperedését mutatja be, a zeneszerző több mint egy hónapon keresztül írta.
Phil Collins nemcsak angolul, de franciául, spanyolul, olaszul és németül is felénekelte a dalokat a filmben, amelyhez hasonlót az énekes szintén nem csinált még a Tarzan munkálatai előtt.
A betétdalok mindegyikét Ákos énekelte magyarul.
A legismertebb betétdalok, zárójelben a magyar címekkel:
- Two Worlds (Két világ)
- You'll Be in My Heart (Szívem vigyáz rád)
- Son of Man (Gyermekember)
- Trashin' The Camp (Tábori muri)
- Strangers Like Me (Idegen érzés)

## Díjak, jelölések
Oscar-díj (2000)
- díj: a legjobb eredeti filmdal – Phil Collins – "You'll Be In My Heart"

Golden Globe-díj (2000)
- díj: a legjobb eredeti filmdal – Phil Collins – "You'll Be In My Heart"

## Feldolgozások
- A filmnek készültek folytatásai: Tarzan legendája (2001), Tarzan és Jane (2002) valamint Tarzan 2. (2005). Ezek közül azonban már egyik sem került a mozik vásznára.
- 2006. március 24. és 2007. július 8. között futott a Broadwayn az azonos nevet viselő musical. Az előadások mindegyike telt házas volt.
- A film megjelent VHS-n és DVD-n egyaránt.

## Televíziós megjelenések
- RTL Klub, Mozi+, PRIME, Kiwi TV, Disney Channel, Super TV2
- TV2